# Sördellen
Sördellen eller Södra Dellen är en av Dellensjöarna i Hudiksvalls kommun i Hälsingland och ingår i Delångersåns huvudavrinningsområde. Sjön är 53 meter djup, har en yta på 50,1 kvadratkilometer och befinner sig 42 meter över havet. Sjön avvattnas av vattendraget Delångersån (Svågan). Den är den ena av Dellensjöarna, den andra är Norrdellen.

## Delavrinningsområde
Sördellen ingår i det delavrinningsområde (685443-154742) som SMHI kallar för Utloppet av Södra Dellen. Medelhöjden är 59 meter över havet och ytan är 102,63 kvadratkilometer. Räknas de 302 avrinningsområdena uppströms in blir den ackumulerade arean 1 796,38 kvadratkilometer. Avrinningsområdets utflöde Delångersån (Svågan) mynnar i havet. Avrinningsområdet består mestadels av skog (35 procent). Avrinningsområdet har 49,99 kvadratkilometer vattenytor vilket ger det en sjöprocent på 48,7 procent. Bebyggelsen i området täcker en yta av 2,37 kvadratkilometer eller 2 procent av avrinningsområdet.